# 마리 보이머
헨리케 마리 보이머(독일어: Henrike Marie Bäumer, 1969년 5월 7일~)는 독일의 배우이다. 영화 《3 타게 인 키브롱》에서 배우 로미 슈나이더 역을 연기해, 2018 독일 영화상에서 여우주연상을 수상했다.

## 출연 작품

### 드라마
- 나폴레옹 (A&E) - 카롤린 보나파르트 역